# Honoré d'Estienne d'Orves
Honoré d'Estienne d'Orves (Verrières-le-Buisson, 6 giugno 1901 – Suresnes, 29 agosto 1941) è stato un ufficiale francese, eroe della seconda guerra mondiale e reputato il primo martire della resistenza francese. La rete di informazione della France libre, che egli diresse, porta il suo nome: "Estienne d'Orves".

## Biografia
Si diplomò alla École polytechnique nel 1923, proseguendo gli studi all'École navale. Realista "di nascita", egli fu ammiratore di Charles Maurras e lettore di l'Action française. Nel dicembre 1939, fu ufficiale d'ordinanza a bordo della Duquesne, facente parte della Force « X », dell'ammiraglio Godfroy. Al momento dell'armistizio del giugno 1940, si trova bloccato ad Alessandria d'Egitto e non è soddisfatto dell'inattività alla quale si trova obbligato. Egli tenta allora di raggiungere, nel luglio 1940, il generale Legentilhomme, comandante in capo delle truppe francesi della Somalia, che aveva dichiarato di non accettare l'armistizio. Poiché la colonia decise di seguire le direttive del governo di Vichy, d'Estiennes d'Orves decise, in agosto, di raggiungere l'Inghilterra. Vi giunse alla fine di settembre, dopo un lungo periplo intorno all continente africano, e venne inserito fra gli effettivi del II Ufficio delle forze navali francesi libere.
Alla fine di dicembre del 1940, attraversò la Manica a bordo di un peschereccio sbarcando a Plogoff in compagnia di un radiotelegrafista di nome Georges Marty. Stabilitosi a Chantenay-sur-Loire nei pressi di Nantes, egli organizzò una rete in Bretagna chiamata Nemrod. Dal 6 al 19 gennaio 1941, si recò a Parigi, ospite di Max André, un conoscente del periodo pre bellico, che accettò la proposta di d'Estienne d'Orves a realizzare una rete nella capitale. Al suo ritorno a Chantenay-sur-Loire venne tradito da Marty che si rivelò essere un agente del controspionaggio tedesco rispondente al nome in codice di Geissler. L'intero gruppo dei componenti della rete, ventisei persone, venne arrestato. Il 23 maggio, la Corte marziale li condanna a morte assieme ad altri otto partigiani reclusi nella prigione di Fresnes. La domanda di grazia, formulata dal governo di Vichy, e portata avanti dall'ammiraglio Darlan, era sul punto di essere accolta quando l'attentato del 21 agosto 1941, condotto dal partigiano comunista Pierre Georges, alias colonnello Fabien, e che uccide l'ufficiale Moser della Kriegsmarine alla stazione Barbès della Metropolitana di Parigi pone fine a questo tentativo. Il 29 agosto 1941 nella fortezza di Mont-Valérien, egli viene giustiziato assieme a Maurice Barlier, suo luogotenente e all'ufficiale olandese  Jan Doornik.

## Decorazioni
- Cavaliere della Légion d'honneur
- Compagnon de la Libération - decreto del 30 ottobre 1944, alla memoria
- Officier du Ouissam Alaouite du Royaume du Maroc
- Officier de l'ordre "Pour la couronne" de Roumanie
- Officier du Mérite Militaire Bulgare

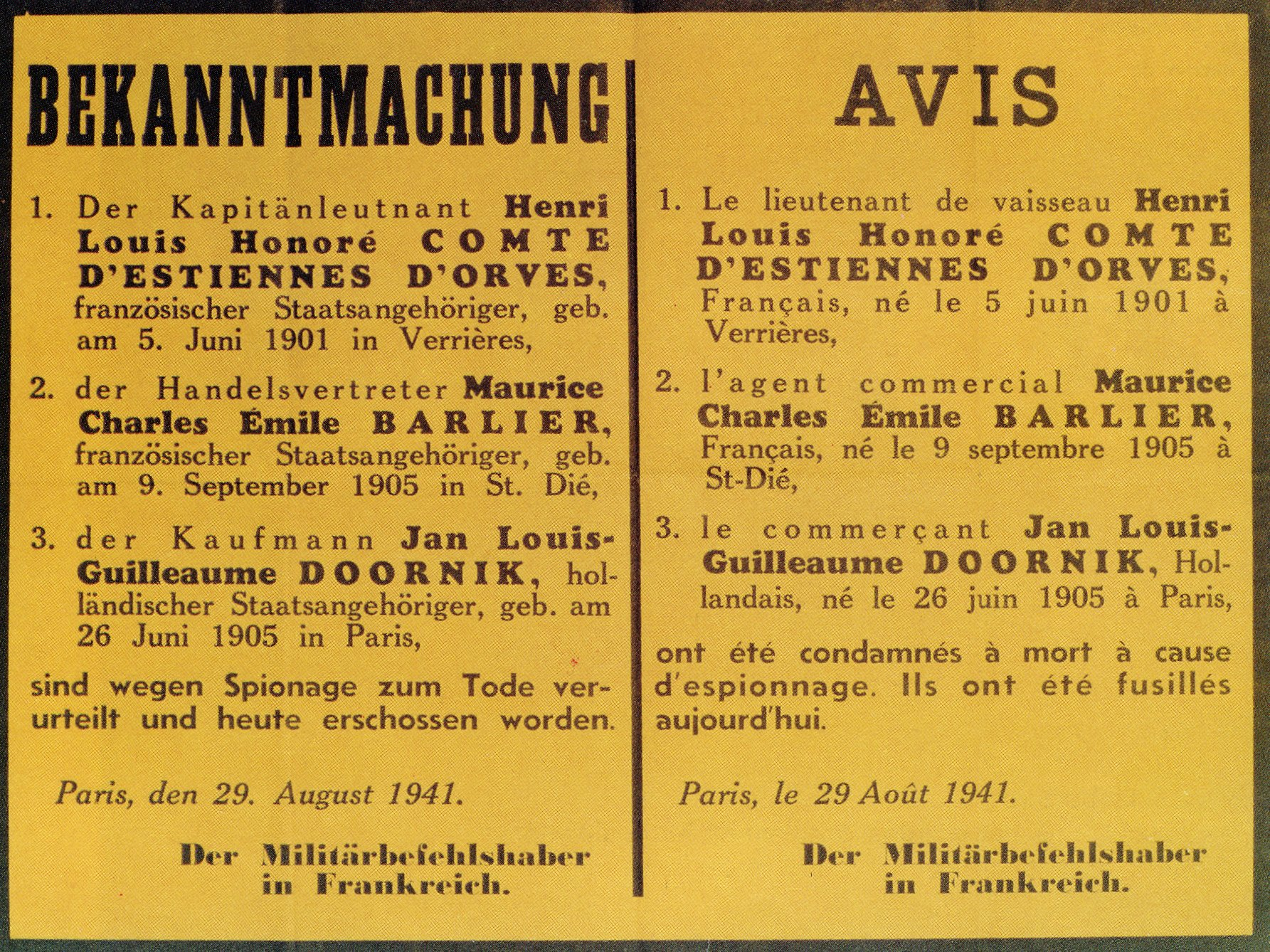
Proclamazione dell'esecuzione di d'Estienne d'Orves e dei suoi compagni.

- Chevalier de l'Epi d'Or de Chine

## Riconoscimenti alla memoria
- L'aula magna dell'École polytechnique, nella quale aveva studiato, venne intitolata al suo nome.
- Lo spazio antistante l'église de la Trinité a Parigi, venne intitolato al suo nome così come la vicina stazione della Metropolitana di Parigi, Trinité-d'Estienne d'Orves.